# Pierre Chaulet
 (février 2012).
Si vous disposez d'ouvrages ou d'articles de référence ou si vous connaissez des sites web de qualité traitant du thème abordé ici, merci de compléter l'article en donnant les références utiles à sa vérifiabilité et en les liant à la section « Notes et références ».
Pour les articles homonymes, voir Chaulet.
Pierre Chaulet, né le 27 mars 1930 à Alger et mort le 5 octobre 2012 à Mauguio,,, est un médecin algérien d'origine française, moudjahid durant la guerre d'Algérie aux côtés du FLN. Il a effectué des opérations secrètes avec les combattants du FLN sous les ordres de Abane Ramdane.

## Biographie
Il fut expulsé en France, mais il arrive à rejoindre avec sa femme Claudine, le FLN en Tunisie où il a continué ses activités de résistant en tant que médecin et a écrit dans le journal du FLN, El Moudjahid.
Il fait la rencontre de Frantz Fanon à l’hôpital psychiatrique de Blida en 1955.

« En février 1955, Abane Ramdane est venu me demander de trouver un psychiatre pour suivre le cas des moudjahidines qui risquaient de parler sous la torture. Et c’est à partir de là que j’ai connu Frantz Fanon, qui a hébergé également des malades à l’hôpital de Blida. »

Après l'indépendance de l'Algérie, Chaulet a rejoint l'hôpital Mustapha-Pacha. Il a contribué à l'éradication de la tuberculose en Algérie avec son amie de faculté Jeanine Belkhodja. Claudine Chaulet est quant à elle, devenue professeure de sociologie à l'université d'Alger.
Coauteur avec sa femme Claudine de leurs mémoires : Le Choix de l'Algérie : deux voix, une mémoire, sorti en 2012 aux éditions Barzakh. Claudine est décédée le 29 octobre 2015 à Alger à l'âge de 84 ans.

## Hommages
La clinique des grands brûlés d’Alger porte le nom de Pierre et Claudine Chaulet.